# Reliquie (Schubert)
Die Reliquie (D 840) ist das Fragment einer viersätzigen Klaviersonate von Franz Schubert. Zwar sind die beiden letzten Sätze unvollendet geblieben und ist die Sonate im Konzertsaal nur sehr selten zu hören; sie gehört aber zu Schuberts großen, rätselhaften und abgründigen Werken.

## Entstehung
Nach einer zweijährigen Pause komponierte Schubert im Frühjahr 1825 drei Sonaten: die C-Dur D 840, die a-moll D 845 und die D-Dur D 850 (Gasteiner). Ein Jahr zuvor hatte er seinem Freund Leopold Kupelwieser geschrieben, dass er sich mit Streichquartetten und anderer Kammermusik der großen Sinfonie nähern wollte. Die „unvollendete“ Sinfonie in h-Moll hatte 1822 am Anfang dieses Weges gestanden, auf dem die Sonate C-Dur D 840 zum großen Schritt wurde. Von Schubert selbst auf April 1825 datiert, ist sie als „Reliquie“ bekannt. Ihr erster Verleger, Friedrich Whistling in Leipzig, veröffentlichte sie 1861 – 33 Jahre nach Schuberts Tod – als Reliquie. Letzte Sonate (unvollendet) für das Pianoforte von Franz Schubert. Schuberts letzte Sonate war sie aber nicht; ihr folgten noch sechs (vollendete) Sonaten. Von Schuberts unvollendeten Sonaten ist die „Reliquie“ die bekannteste. Der Bruder Ferdinand Schubert schenkte das Manuskript Robert Schumann, der den Wert des Werks sofort erkannte.

## Aufbau
Das Werk ist ausgesprochen orchestral angelegt. Die einzelnen Abschnitte und Formteile nehmen bis dahin ungekannte sinfonische Ausmaße an. Die Große Sinfonie in C-Dur lässt sich ahnen. Pulsierender Rhythmus durchzieht fast die ganze Sonate. Wie in Beethovens frühen c-Moll-Sonaten (5 und 8) spielt As-Dur (die Subdominante der Paralleltonart Es-Dur) im 2. und 3. Satz eine große Rolle. In den Ecksätzen bleibt C-Dur die bestimmende Klangfarbe. Dass sie sich auf der letzten (unvollendeten) Seite in das parallele a-Moll wendet, macht die Reliquie in der Sonatenwelt einmalig.

### 1. Satz
Moderato, C-Dur, 4/4 Takt, 318 Takte (421 mit Wiederholung)
Der melancholischen Unisono-Frage mit der fallenden Sexte folgt eine sanfte Antwort im Dominantseptakkord. Sie ähnelt dem Eingangsthema der a-Moll-Sonate D 845. Mit gedoppelten und synkopierten Oktaven kehrt die fallende Sext zurück. Der variierten Wiederholung (B-Dur, As-Dur, f-Moll, G-Dur) liegt ein rhythmisches (synkopisches) Ostinato zu Grunde. Im G-Dur fällt es vom fortissimo ins piano. Über dem unveränderten Bass – leggiero, pianissimo – erscheint das unwirkliche Legato-Seitenthema im fernen h-Moll. Über c-moll findet die Exposition zum dominanten G-Dur zurück. Nach der Wiederholung beginnt die Durchführung umstandslos in A-Dur. Sie  öffnet die harmonischen, dynamischen und klanglichen Perspektiven in orchestraler Weise. Das erste Thema löst sich in das rhythmische Ostinato auf. In der Reprise erscheint das erste Thema nur einmal, ohne die Wiederholung, die das Ostinato eingeleitet hatte. Das Legato-Thema kehrt in a-Moll wieder und findet über den Bass-Synkopen zur Tonika C-Dur. Der Satzschluss bringt das Eingangsthema noch einmal, pianissimo in As-Dur und c-Moll.

### 2. Satz
Andante, c-Moll, 6/8 Takt, 121 Takte (134 mit Wiederholung)
Der vierstimmige Sonatensatz ohne Durchführung geht den gleichen Weg weiter. Die dynamischen Kontraste sind weniger stark, das harmonische Spektrum aber ebenso breit wie im 1. Satz. Das für viele spätere Werke charakteristische Gegenspiel von d-moll und As-Dur steht bereits an zentraler Stelle. In beiden Sätzen sind die Melodien nicht geschlossen, sondern offen – auch Melodienfragmente oder Erinnerungen an Melodien. Ihre harmonischen Fundamente kontrastieren mit rhythmischen Ostinati. Wie in den Liedern gewinnen rhythmische Zellen strukturierende Bedeutung.

### 3. Satz, Fragment
Menuetto, Allegretto, As-Dur, 3/4 Takt, 121 Takte
Das weiche As-Dur wendet sich nach 16 Takten in (ungewöhnliches) A-Dur und nimmt vier Mal den sanften Tanzgedanken des 2. Satzes auf. Nach 18 Takten und einem beginnenden Wiederholungszeichen beschleunigt (accelerando) und verdüstert sich das Geschehen. In typischer Schubert-Manier (forzando-Viertel und vier Achtel) erinnert es an die Durchführung des 1. Satzes: Ges-Dur – Des-Dur – As-Dur und wieder A-Dur. Über den Dominantseptakkord (E-Dur) kehrt wieder Ruhe ein. Vor dem ausgebliebenen Wiederholungsstrich bricht die Notation in der rechten Hand ab. Wie ein Schubertscher Walzer wirkt das auskomponierte Trio in gis-Moll, der enharmonischen Verwechslung der Paralleltonart as-Moll. Der zweite Teil des Trios beginnt in H-Dur. Harold Truscott (1914–1992) komponierte 1957 eine Vervollständigung des Menuetts.

### 4. Satz, Fragment
Rondo, Allegro, C-Dur, 2/4 Takt, 273 Takte (ohne Wiederholung)
Leggiero und leise, mit Achteltriolen in der rechten Hand zitiert das Rondo den letzten Satz der Klaviersonate Nr. 3 (Beethoven). Sextakkorde und etwas „widerborstige“ Vorschläge verbreiten launige Heiterkeit. Nach immerhin 120 Takten erscheint in der Dominante das 2. Thema, straff und energisch mit kleiner Sekunde. Weit gespannt und von Moll eingefärbt, wird es im Bass wiederholt. Nach 16 unbeschwerten Sechzehnteltakten immer noch in G-Dur, gewinnen die Paralleltonarten c-Moll und g-Moll die Oberhand. Der Wiederholung der grandiosen „Exposition“ folgen vier Takte, die in vielen Aufnahmen überspielt werden. Dabei markieren sie eine tiefe Zäsur, den Aufbruch ins Uferlose. Die Umkehrung der kleinen Sekunde führt über E-Dur zu den letzten 30 Takten in a-Moll. Bei Richter klingen sie nicht wie ein „drittes Thema“, sondern wie der leise Beginn einer dämonischen Stretta, eines furiosen Finales – zu dem Schubert nicht gefunden hat.

## Exemplarische Einspielungen
- Friedrich Wührer (1950er Jahre)[A 2]
- Swjatoslaw Richter (1961, 1979)[A 3]
- Wilhelm Kempff (1967)
- Alfred Brendel (1972, 1988)
- Michel Dalberto (1989)
- Mitsuko Uchida (1997)

## Vervollständigungen
- Ludwig Stark (1877)
- Armin Knab (1920)
- Ernst Krenek (1923)[4][A 4]
- Walter Rehberg (1927)
- Nikolai Sergejewitsch Schiljajew (1932)
- Paul Badura-Skoda (1976/1997)
- Bart Berman (1978/1997)
- Ian Munro (1994)
- Martino Tirimo (2003)
- Anthony Goldstone (2003)
- Brian Newbould (2008)

## Zitate
„Vielleicht ist aber die Reliquie nicht nur eine unvollendete Sonate, sondern eher eine „unvollendbare“. Mikhail Rudy beschreibt sie als „Lehrpfad“. Sie ist tatsächlich eine Reise durch Strukturen, die wie im Nebel erscheinen, wo die thematischen und harmonischen Perspektiven verwischt sind, wo der Hörer sich buchstäblich verliert. Diese Erfahrung wird im Finale fortgeführt, dessen Konturen genauso unscharf sind. Es ist ein Rondo betitelter Sonatensatz, wo jedes Element ein Rondo en miniature ist, der sich auch in auf dem damaligen Flügel unerreichbaren Tiefen verliert, die mit auffällig hellen Linien kontrastieren. Der Wanderer hat sich diesmal endgültig verloren. Eine Rückkehr in die reale Welt vorzutäuschen, würde eine der wohl experimentellsten Schöpfungen Schuberts nur verraten.“